# Università di Kassel
L'università di Kassel (in tedesco: Universität Kassel), è un'università pubblica tedesca situata a Kassel, nell'Assia.
È particolarmente riconosciuta nei settori dell'ingegneria e delle scienze ambientali, della ricerca e dell'istruzione sociale, dell'arte e della formazione degli insegnanti. Le strutture dell'università sono distribuite in diversi siti a Kassel. La facoltà di agronomia biologica si trova a Witzenhausen, un piccolo paese a 40 km da Kassel. Il centro dell'università è il campus "Holländischer Platz", situato sul sito dell'ex fabbrica di macchine e veicoli Henschel. Qui si trovano anche gli uffici amministrativi dell'università.

## Descrizione

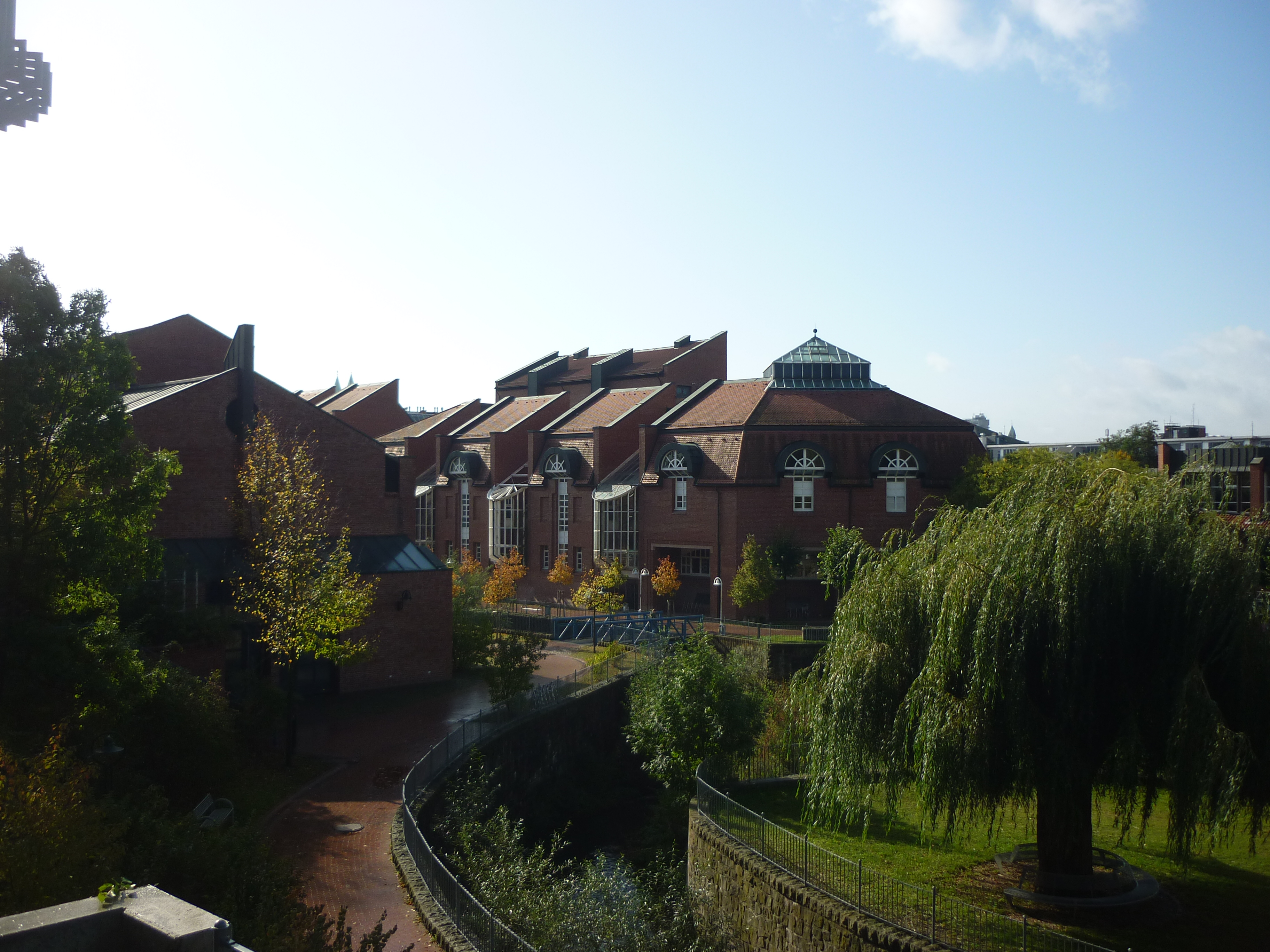
Il campus principale